# 22057 Brianking
22057 Brianking è un asteroide della fascia principale. Scoperto nel 2000, presenta un'orbita caratterizzata da un semiasse maggiore pari a 2,2737063 UA e da un'eccentricità di 0,1307578, inclinata di 6,44952° rispetto all'eclittica.